# Угданське сільське поселення
Угда́нське сільське поселення (рос. Угданское сельское поселение) — сільське поселення у складі Читинського району Забайкальського краю Росії.
Адміністративний центр та єдиний населений пункт — село Угдан.

## Населення
Населення сільського поселення становить 1300 осіб (2019; 1255 у 2010, 926 у 2002).